# كارل رينولد روث
كارل رينولد روث (بالسويدية: Carl Reinhold Roth)‏ هو شخصية أعمال سويدي، ولد في 18 نوفمبر 1797، وتوفي في 1858.